# Базилика Святого Андрея (Верчелли)
Базилика святого Андрея — монастырская церковь в городе Верчелли, Пьемонт, Италия, построенная между 1219 и 1227 годами кардиналом Биккьери. Памятник на стыке романского стиля и ранней готики; одна из немногих итальянских церквей, явно вдохновлённых образцами архитектуры Северной Франции.
Имя архитектора церкви доподлинно неизвестно. Джулио Арган предполагает, что автором проекта мог быть знаменитый Бенедетто Антелами, создавший рельеф «Распятие Святого Андрея» в люнете центрального портала.
В начале XV века рядом с церковью была возведена отдельная колокольня. В XVI веке клуатр церкви окружили аркадой под сводчатым потолком. Здание сильно пострадало во время осады Верчелли испанцами 1617 года. При реставрации 1818—1840 годов в храме был обнаружен скриний (дорожный ларец) кардинала Биккьери; сейчас он экспонируется музее древнего искусства в Турине. Храм был реставрирован также в 1927 и 1955—1960 годах. Исторически церковь Святого Андрея носит титул малой базилики, 23 мая 1998 года её посетил Иоанн Павел II.
Трёхнефная шестипролётная базилика имеет в плане форму латинского креста. Боковые нефы существенно ниже центрального, поддерживаемого рядами аркбутанов и прорезанного необычно маленькими верхними окнами. Пятипролётный трансепт равен по высоте центральному нефу. В средокрестии — высокая восьмиугольная башня с оконными проёмами, увенчанная пирамидальным шпилем. Прямоугольная апсида характерна для цистерцианской традиции.
Главный фасад храма фланкирован двумя стройными башнями с тремя рядами окон и отличается ярким колористическим решением. Отделанный разноцветным камнем — зеленоватым известняком из Пралунго, серым калькаренитом, тёмным серпентином из Ории — и сочетающийся с красной кирпичной кладкой башен и белой штукатуркой их наверший, фасад приобретает необычайную лёгкость и устремлённость вверх. Широкий фронтон, двойной аркатурный пояс и большая роза строго в центре главного фасада — традиционные черты архитектуры Северной Италии. Розы можно увидеть в трансептах и над алтарём. Романские арочные порталы главного фасада обрамлены четырьмя рядами сдвоенных колонн.
Интерьер базилики уже полностью готический: крестовые своды, средокрестие на четырёх опорах, украшенных в парусах небольшими колоннами на консолях. Цветовое решение интерьера продолжает заданный фасадом ритм: стрельчатые арки, пучки тонких колонн, рёбра сводов подчёркнуты открытой кирпичной кладкой, либо зеленоватой мраморной облицовкой. Хор с креслами красного дерева построен в начале XVI века мастерами из Кремоны, он украшен инкрустациями со сценами жития Святого Андрея, геометрическим и растительным орнаментом.